# Brep
Brep – wieś w Pakistanie, w prowincji Chajber Pachtunchwa. W 2017 roku liczyła 3906 mieszkańców.